# Čajkovski (film)
Čajkovski (rusko Чайковский) je sovjetski biografski film iz leta 1970, ki ga je režiral Igor Talankin in zanj napisal tudi scenarij skupaj z Budimirjem Metalnikovom in Jurijem Nagibinom. Prikazuje življenje ruskega skladatelja Petra Iljiča Čajkovskega, ki ga igra Inokenti Smoktunovski, ob njem v glavnih vlogah nastopajo še Antonina Šuranova, Kiril Lavrov in Vladislav Strželčik.
Film je bil premierno prikazan 31. avgusta 1970 v sovjetskih kinematografih. Kot sovjetski kandidat je bil nominiran za oskarja za najboljši mednarodni celovečerni film, ob tem tudi za oskarja za najboljšo izvirno glasbeno podlago na 44. podelitvi. Nominiran je bil tudi za zlati globus za najboljši tujejezični film, na Mednarodnem filmskem festivalu v San Sebastianu pa je osvojil nagrado za najboljšega glavnega igralca (Smoktunovski) in posebno omembo žirije.

## Vloge
- Inokentij Smokutnovski kot Peter Iljič Čajkovski
- Antonina Šuranova kot Nadežda von Meck
- Kiril Lavrov kot Władysław Pachulski
- Vladislav Strželčik kot Nikolai Rubinstein
- Jevgenij Leonov kot Aljoša
- Maja Plisecka kot Désirée Artôt
- Bruno Freindlich kot Ivan Turgenev
- Ala Demidova kot Julija von Meck
- Jevgenij Jevstignejev kot Herman Laroche
- Nina Agapova kot gostja
- Marija Vinogradova kot klicateljica policije
- Nikolaj Trofimov kot policijski načelnik
- Laurence Harvey as pripovedovalec (v angleški različici)